# Daily News and Analysis
Daily News and Analysis (DNA) és un diari publicat en anglès a Mumbai, Ahmedabad, Pune, Jaipur, Indore i Bangalore a l'Índia. Fou inaugurat el juliol de 2005, dirigit a un públic jove. DNA és propietat de Diligent Media Corporation, que reuneix D B Corp Ltd. (Dainik Bhaskar) i l'Essel Group.

## Llançament
Una campanya de publicitat d'alta intensitat amb el lema "Speak up, it's in your DNA" (Parla, és al teu ADN), va precedir el llançament de  Daily News and Analysis, la qual va ser contrarestada per campanyes de publicitat dels competidors. La publicitat va donar lloc a altes expectatives, almenys per Dance with Shadows, la primera edició del diari, que nogensmenys no contenia suficient material per destacar de la resta de diaris.
La competència entre diaris en l'època que fou llençat el diari DNA era ferotge, amb rebaixes de preu, ofertes als directius dels altres diaris, i d'altres accions competitives.